# Iguala-terv
Az Iguala-terv (eredeti címén, spanyolul: Plan de Iguala, másik nevén Plan de las Tres Garantías vagy Plan Trigarante, vagyis A Három Garancia Terve) az a kiáltvány, melyet 1821. február 24-én tett közzé Agustín de Iturbide a mai Guerrero államban található Iguala városában és melyben kinyilvánították Mexikó függetlenségét a Spanyol Királyságtól. Iturbide mellett a későbbi elnök, Vicente Guerrero volt a dokumentum másik aláírója. Ugyanezen év augusztus 24-én Iturbide és Juan O'Donojú spanyol alkirály a Veracruz állambeli Córdoba városában megkötötték a Córdobai Egyezményt, mely szerint Spanyolország elfogadja az Iguala-tervet és visszavonja a mexikói függetlenség ellen harcoló csapatait. Bár 1822. február 13-án a spanyol kormány semmisnek tekintette a Córdobai Egyezményt, addigra Iturbide már mexikói császárrá koronáztatta magát Ágoston néven.
Az összesen 24 pontból álló Iguala-terv legfőbb követelései a következők voltak:
- Mexikó Spanyolországtól független, alkotmányos monarchia.
- Az államvallás kizárólagosan a római katolikus.
- Egyenlő jogok minden lakónak, függetlenül attól, hogy spanyol vagy helyi származású.

Ezt a három fő pontot három garanciának is nevezték; a kormányzat védelmére a két aláíró mögött álló seregekből felállt had is később erről kapta a Három Garancia Hadserege nevet.

## A terv emléke
A terv Mexikó történetének egyik legfontosabb dokumentuma. Ennek emlékére kapta később Iguala városa az Iguala de la Independencia nevet. A mexikói himnusz szintén tartalmaz utalást Igualára, a teljes változat 9. versszakában. Ma országszerte 7 kisebb települést neveznek Plan de Igualának Mexikóban: Chiapas államban kettőt (Huehuetán és Ocosingo községekben), Tamaulipas államban szintén kettőt (El Mante és Xicoténcatl községekben), valamint egyet-egyet a Chihuahua állambeli Santa Isabelben, a San Luis Potosí állambeli Ebanóban  és a Veracruz állambeli Las Choapasban.
A tervvel egy napon készült el ugyancsak Igualában az első mexikói zászló is, erre ma egy kis múzeum emlékezik meg a városban.